# Shionogi
Shionogi & Company, Limited, яп. 塩野義製薬株式会社, романіз. Shionogi Seiyaku Kabushiki Kaisha — японська фармацевтична компанія, найбільш відома розробкою бренду «Крестор». У назві медичних товарів і бренду також використовується назва компанії катаканою (シオノギ). Час заснування компанії припадає на 1878 рік, і вона була офіційно зареєстрована у 1919 році. Серед лікарських препаратів, які виробляє компанія, є препарати від гіперліпідемії, антибіотики та протипухлинні препарати.
У Японії компанія особливо відома як виробник антимікробних препаратів та антибіотиків. Через розвиток стійкості до антибіотиків та повільне зростання ринку антибіотиків, вона об'єднала розробки з американською компанією «Schering-Plough» (яка в 2009 році об'єдналася з корпорацією «Merck & Co.»), щоб стати єдиним маркетинговим агентом своєї продукції в Японії. Компанія «Shionogi» підтримувала початкове створення індійського виробника дженериків, компанії «Ranbaxy Laboratories». У 2012 році японська компанія стала частковим власником «ViiV Healthcare», фармацевтичної компанії, що спеціалізується на розробці методів лікування ВІЛ-інфекції.
Компанія котується на Токійській фондовій біржі та Осакській біржі, а також входить до фондового індексу Nikkei 225.
У червні 2023 року компанія «Shionogi» повідомила про придбання компанії «Qpex Biopharma» за близько 140 мільйонів доларів.

## Препарати

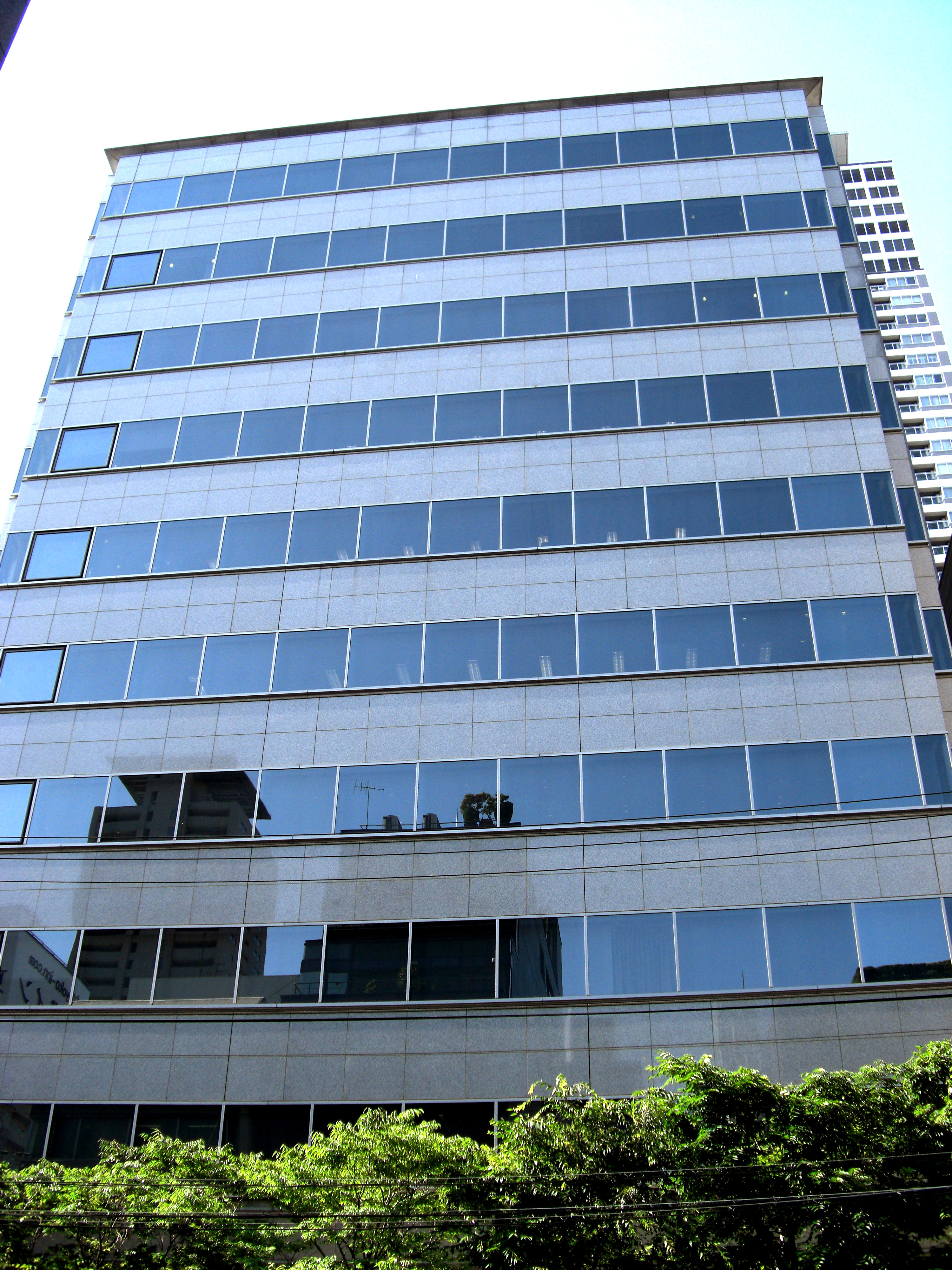
Штаб-квартира Shionogi в Осаці

### Застосовуються
- Авелокс — антибактеріальний препарат, який застосовується проти низки інфекцій.
- Кларитин — антигістамінний препарат, що продається у співпраці з компанією «Schering-Plough».
- Крестор, препарат групи статинів, маркетингові права продані компанії «AstraZeneca» у 1998 році.[8][9]
- Цимбалта, антидепресант класу селективних інгібіторів зворотного захоплення серотоніну та норадреналіну, що продається спільно з «Eli Lilly».
- Діфферин (розроблений компанією «Galderma»), місцевий ретиноїд для лікування акне, що продається в Японії спільно з «Galderma».
- Фортамет
- Метилін
- Могадон, засіб короткочасної дії для лікування безсоння.
- Мулплета, агоніст рецепторів тромбопоетину.
- Осфена, агоніст рецепторів естрогену, маркетингові права на препарат були продані компанії «Duchesnay» у 2017 році.[10]
- Симпроїк, антагоніст μ-опіоїдних рецепторів, препарат для лікування запору, спричиненого опіоїдами.
- Ксофлюза, інгібітор ендонуклеаз, для лікування грипу.
- Енсітрелвір, перший японський таблетований препарат для лікування COVID-19.[11]

### У розробці
- Асапіпрант (BGE-175), антагоніст рецептора DP1, що розробляється для лікування COVID-19 у пацієнтів літнього віку та алергічного риніту.[12][13][14][15][16]

## Співпраця
- Компанія «Shionogi» (а пізніше «Shinonogi Healthcare») є спонсором телепередачі «Music Fair» телеканалу «Fuji Television» з моменту його заснування у 1964 році. У січні 2025 року «Shionogi» вирішила прибрати свою назву з шоу через скандал між «Fuji TV» та Масахіро Накаї. Представник «Shionogi» заявив в інтерв'ю: «Я вважаю, що „Fuji Television“ має якомога швидше надати пояснення фактів та своїх майбутніх дій».[17][18]
- Компанія «Shionogi» була головним спонсором команди Формули-1 "Team Lotus"в останні роки її існування, від 1991 до 1994 року.[19]